# أورلاندو كوستا
أورلاندو ماشادو كوستا (مواليد 9 مارس 1977) هو مدرب كرة قدم برتغالي. درب في البرتغال والكويت وإيران وكوريا الجنوبية والصين وغينيا بيساو وبربادوس.

## المسيرة
في عام 2023، تم تعيين أورلاندو كوستا مديرًا لمنتخب باربادوس لكرة القدم.

## روابط خارجية
- أورلاندو كوستا
- أورلاندو كوستا